# Visby Bredning
Visby Bredning är en vik i Danmark. Den ligger i Region Nordjylland, i den nordvästra delen av landet och är en del av Limfjorden.